# 伊斯蘭建築
伊斯蘭建築（阿拉伯语：عمارة إسلامية）是伊斯兰艺术的重要形式之一，包括了从伊斯蘭教建教至今，在伊斯兰文化圈地区内各种建筑的一种风格样式。
伊斯兰建筑的基本建筑类型有：清真寺、墓穴、宫殿和要塞。除了这四种类型，伊斯兰教建筑也包括了一些民间建筑如公共浴场、喷泉和一些室内建筑。

## 历史
公元630年，先知穆罕默德的军队征服了古来氏的麦加城。克尔白的神殿被重建并投入伊斯兰的怀抱，重建工作在公元632年穆罕默德去世前由一名失势的阿比西尼亚木匠用本土风格完成。神殿是首批主要的伊斯兰教建筑之一。从公元8世纪起的伊斯兰后期教义并源自《圣训》，禁止了人和动物的使用。在建筑设计上，需要遵照《十誡》及类似伊斯兰教义中神的指示（「不得自行制作神的图像或偶像」以及「在我之前不得有别的神」）。对于犹太人和穆斯林而言，《十誡》是不容亵渎的。他们阅读这些誡条，同时禁止在任何对偶像和图像的崇拜。
公元7世纪，穆斯林的军队征服了大片广阔的土地。一旦穆斯林控制了某个地区，他们首先需要一个做礼拜的地方——清真寺。基本的布局元素被融合到全部清真寺中，早期的穆斯林也根据先知的住房或采用他们自己居住的房屋建立起简单的建筑。

## 影响及建筑样式

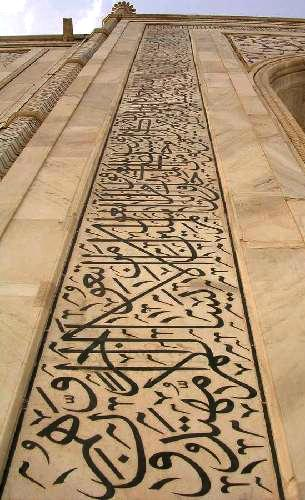
泰姬陵的阿拉伯书法

伊斯兰建筑样式在先知穆罕默德时期后不久，就在罗马、埃及、拜占庭及波斯/萨珊等建筑的基础上发展起来并成形。
早期的伊斯兰教建筑可能始于公元691年耶路撒冷的圆顶清真寺的完成。它有很丰富的圆顶并使用了风格化的重复装饰花纹（即阿拉伯式花纹）。
伊拉克的萨邁拉大清真寺完成于公元847年，这个建筑在叫拜樓的基础上结合了多柱式建筑（hypostyle）。
伊斯坦布尔的圣索非亚大教堂也对伊斯兰教建筑产生过影响。当鄂圖曼从拜占庭手中夺得这座城市后，他们将巴西利卡元素添加到了清真寺（现在的博物馆），并将拜占庭式建筑的元素融合到他们自己的建筑中（如，圆顶）。圣索非亚大教堂现在也是很多鄂圖曼清真寺的典范，如Shehzade清真寺、苏莱曼清真寺以及魯斯坦帕夏清真寺等。

令人注意的是，伊斯兰教建筑的母题（motif）总是围绕着重复、辐射、节律和有韵律的花纹。从这个角度看，分形成为了一个重要的工具，特别是在清真寺和宫殿。母题包含的其它重要细节包括高柱、墩柱和拱门，并轮流交织在壁龛和柱廊。圆顶在伊斯兰教建筑中的扮演的角色也是非常重要的，它的使用横跨了几个世纪。圆顶首次出现在691年圆顶清真寺的建筑上，并在17世纪的泰姬陵再次出现。19世纪，伊斯兰圆顶被融合到西方的建筑中。

### 波斯建筑

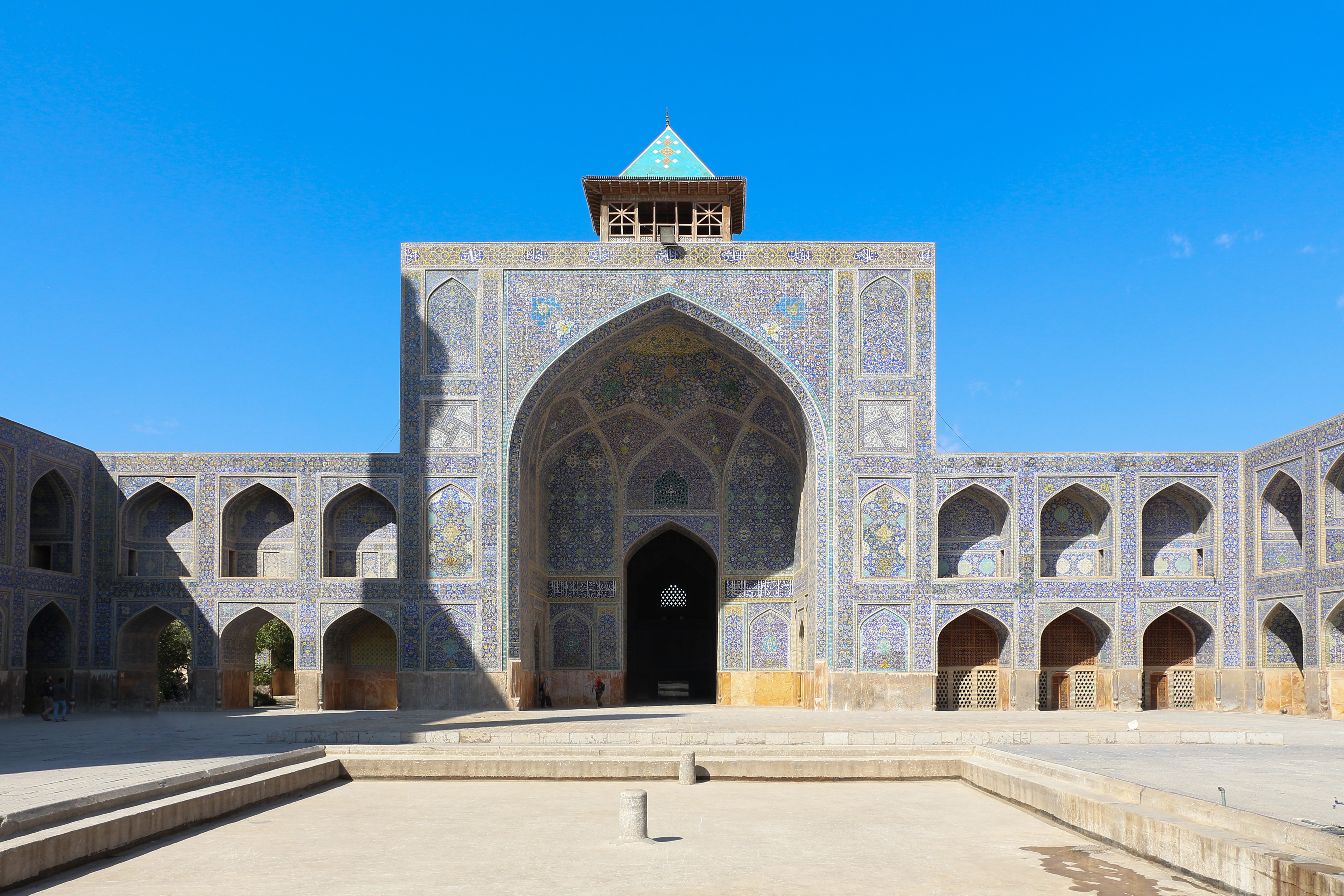
位于伊朗伊斯法罕的伊玛目清真寺

波斯是伊斯兰教诞生后第一次传播的地区之一。公元7世纪，底格里斯河和幼发拉底河东岸是波斯的首都。因此这附近早期的伊斯兰教建筑不只是借用，而是直接采用了没落的波斯帝国的建筑传统和方法。
伊斯兰教建筑大量借用了波斯建筑的方法，甚至在很多方面可以说是波斯建筑的扩展和进一步进化。
一些城市如巴格达，是以波斯的法拉什班德为范例来建设的。事实上，现在认为曼苏尔雇佣来设计这座城市的两个设计师Naubakht和Mashallah（ماشاء‌الله）分别曾是波斯的琐罗亚斯德教教徒和来自伊朗呼羅珊的犹太人。

波斯风格的清真寺主要风格有锥形的砖柱、大的拱廊以及大量砖头堆成的拱门。在南亚，采用了印度建筑的风格，但在后期被波斯风格所取代。

### 摩尔式建筑

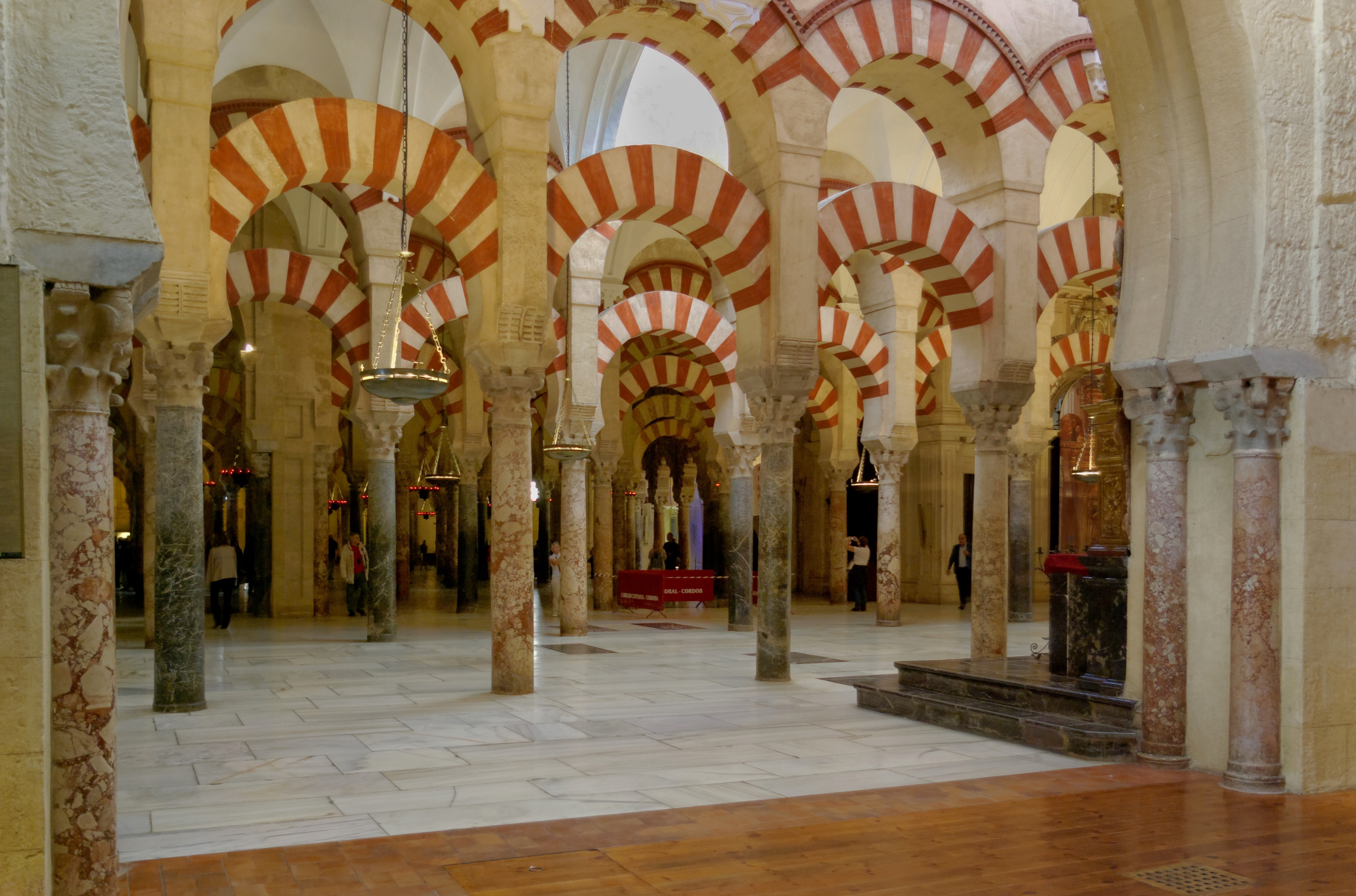
科尔多瓦清真寺的内部设计

公元785年开始建设的科尔多瓦清真寺标志着伊比利亚半岛和北非（参见摩尔人）伊斯兰教建筑的开始。这个清真寺以其引人注目的内部拱门而闻名。摩尔式建筑在格拉纳达巨大的宫殿/城堡阿尔罕布拉宫的建筑时达到了顶峰，阿尔罕布拉宫用红色、蓝色和金色构造出了开放和活泼的内部装饰。墙面装饰了样式丰富的植物图案、阿拉伯文碑铭和阿拉伯式花纹作品，并贴有釉面砖。摩尔式建筑根源于阿拉伯建筑传统的建立，而设计而建立于约公元660年黎凡特的倭马亚王朝的第一个哈里发时期。当时的首都大馬士革很好地保存了一些精美的阿拉伯伊斯兰建筑的设计和图案的例子，包括典型大馬士革房屋、房屋中间有一个喷泉的开放空间的卡门。
即使在收复失地运动完成后，伊斯兰教建筑仍然长期影响着西班牙建筑。特别是，中世纪西班牙使用的穆德哈尔风格很大程度上受到了伊斯兰设计的影响。摩尔式建筑长期影响西班牙建筑的一个最佳例子是塞维利亚王宫。

### 土耳其（帖木儿）建筑
帖木儿建筑使伊斯兰艺术在中亚达到顶峰。由帖木儿及其继任者在撒馬爾罕和赫拉特建起的庄严壮观的建筑帮助了印度的伊兒汗艺术学校影响的传播，也因此带来了著名的莫卧儿建筑学校。帖木儿建筑始于现哈萨克斯坦的霍贾·艾哈迈德·亚萨维陵墓，并终于撒馬爾罕的古尔·艾米尔陵。这种建筑样式源自波斯建筑。轴对称是所有主要帖木儿建筑的特别，特别是馬什哈德的Shah-e Zendah和馬什哈德的高哈爾紹德。由大量不同的形状组成了双圆顶，并在外面布满明亮的颜色。

### 鄂圖曼土耳其建筑
最多最大的清真寺都在土耳其，这些清真寺包含了来自拜占庭、波斯和叙利亚-阿拉伯的设计。土耳其建筑实现了自己的Cupola圓頂样式。土耳其的鄂圖曼帝國形成了自己独特的建筑风格，特别是希南风格的大清真寺，如16世纪中叶的苏莱曼清真寺。在将近500年里，拜占庭建筑如圣索非亚大教堂成为了很多鄂圖曼清真寺的典范，如泽扎德清真寺、苏莱曼清真寺和魯斯坦帕夏清真寺。

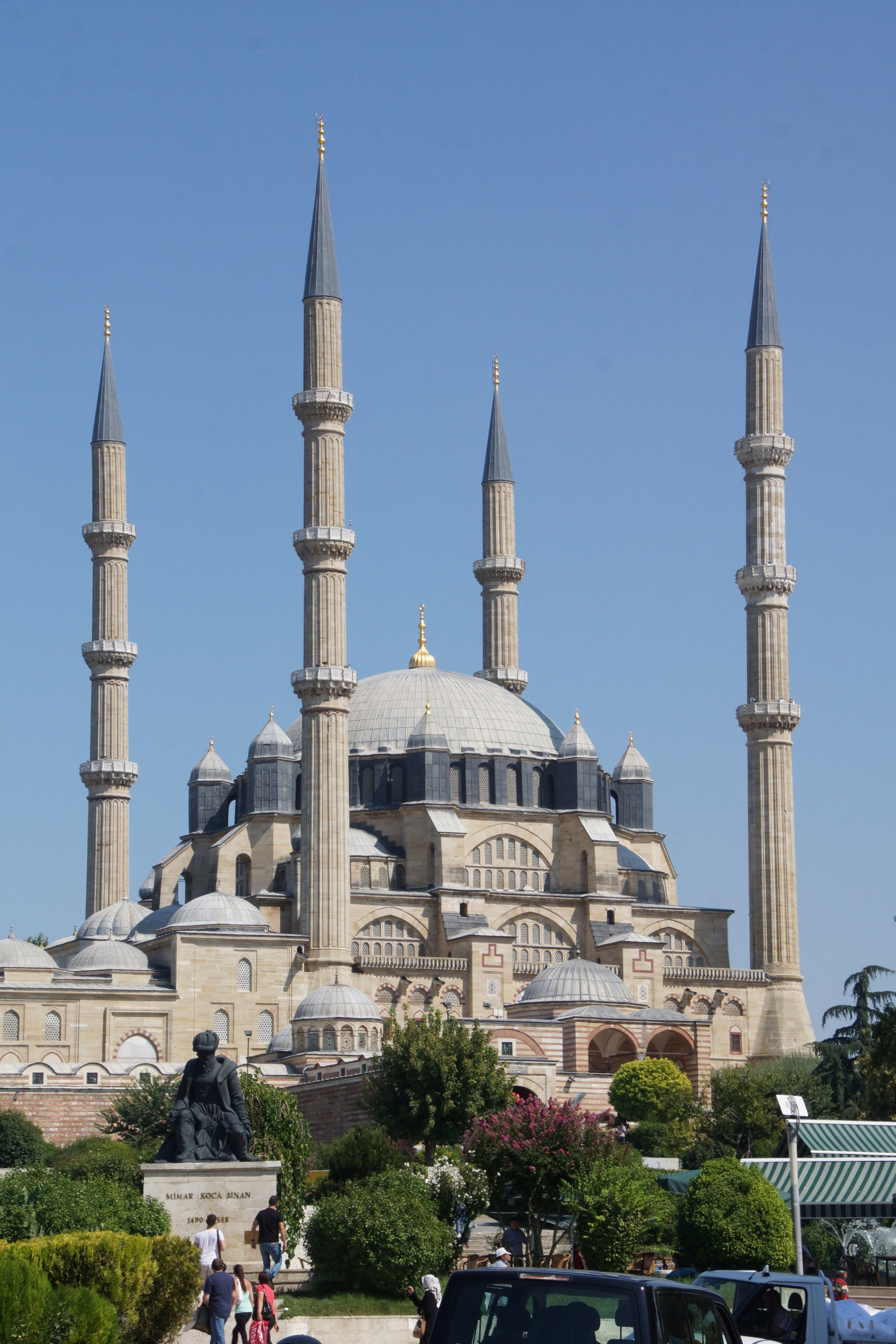
土耳其埃迪爾內1575年由希南建造的塞利米耶清真寺

鄂圖曼是此后伊斯兰地区的建筑最高成就。他们精通建筑大量的圆顶的巨大内部空间，并在内外部空间、光暗之间达到很好的和谐。伊斯兰教建筑中简单的建筑加上大量的装饰，被鄂圖曼人赋于富有活力的词汇拱頂、圆顶、半圆顶和高柱。清真寺从一个有着阿拉伯花纹墙面的狭窄、黑暗的小房间变成了一个艺术与技术相平衡、高贵典雅的圣地。

### 法蒂玛建筑
在建筑上，法蒂玛继承了图伦王朝的技术并使用了相似的工具，但他们也发展了一些自己的东西。在开罗，他们的第一个公共清真寺是爱资哈尔清真寺（意为“光明”）。这个清真寺和邻近的高等学府（艾資哈爾大學）一起都是随着这座城市（969–973）建立起来的，并成了伊斯玛仪什叶派的精神中心。
阿尔哈金清真寺（996–1013）是法蒂玛建筑和建筑装饰的一个重要典范，在法蒂玛的仪式和游行时起到重要的作用，并强调了法蒂玛哈里发的宗教和政治地位。除了精美的墓碑外，其它存世的法蒂玛建筑还包括阿克马尔清真寺（the Mosque of al-Aqmar，始于1125）以及强权的法蒂玛埃米尔及维齐巴德·加马里（Badr al-Jamali，1073–1094）委托建造的开罗城墙征服门与凯旋门。
开罗的阿尔哈金清真寺（990－1012）由Al-Jame-al-Aqmar建于1125年并由Syedna Mohammed Burhanuddin医生（Dawoodi Bohra社区的首领）进行整修。埃及加上了其法蒂玛哲学及符号使建筑重新焕发生命。

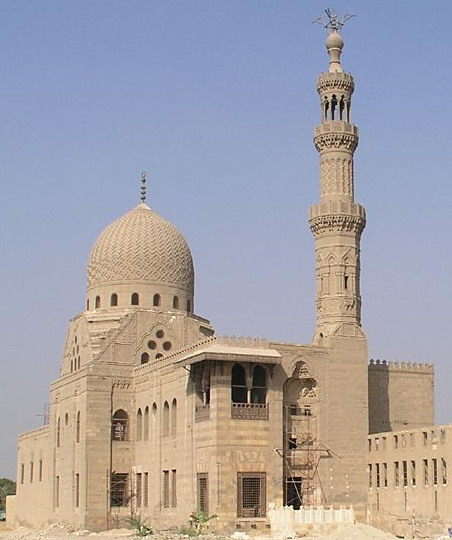
埃米尔（Emir）和Qurqumas的混合

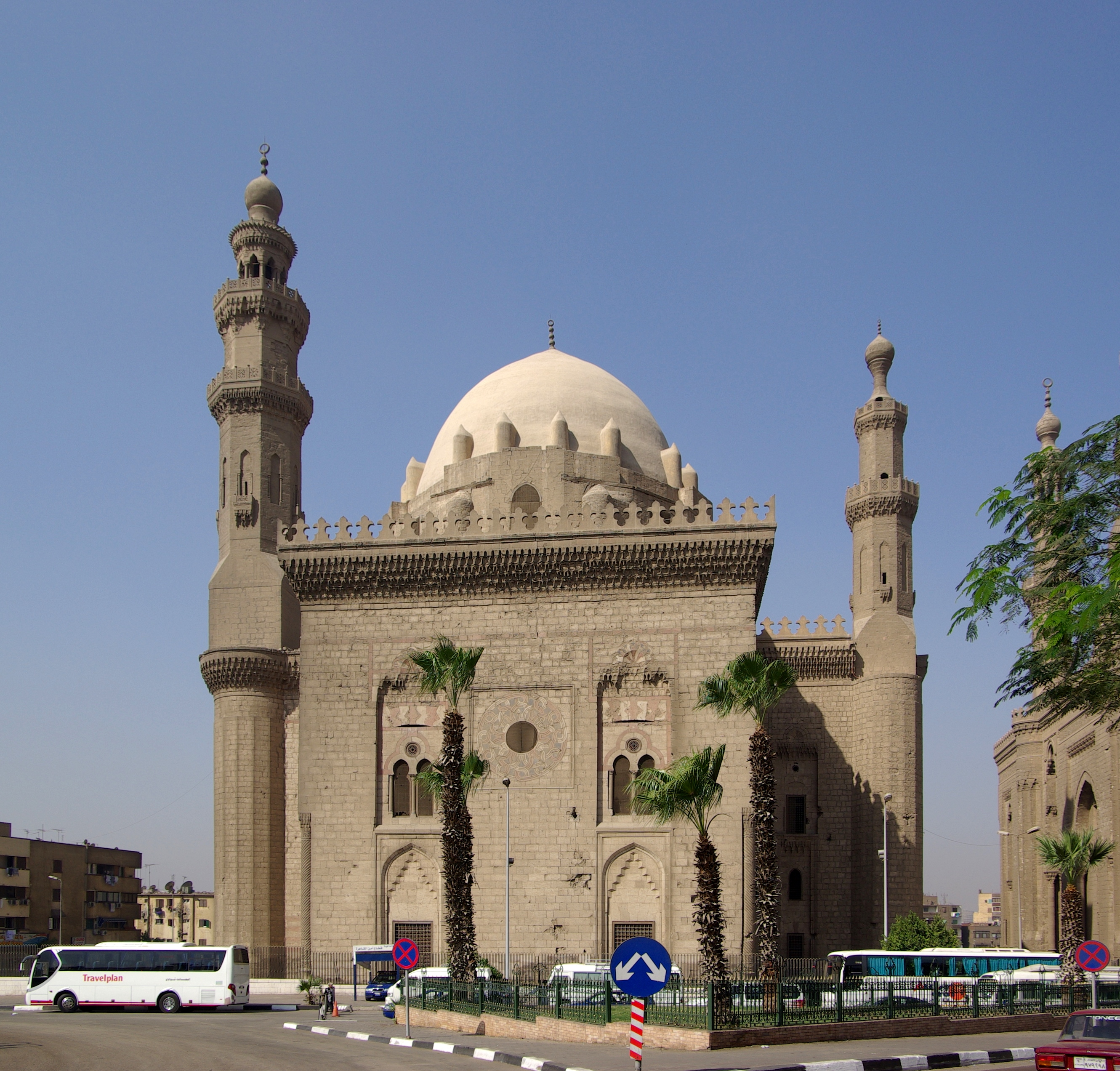
苏丹哈桑清真寺（Sultan Hassan Mosque）

### 马木留克建筑
马木留克（1250－1517）统治期间代表了伊斯兰艺术的繁荣，在老开罗就尤为明显。奋锐党对建筑和艺术方面的贡献也十分慷慨。在马木留克下的贸易和农业都十分繁荣，而首都开罗则成为近东地区最富有的城市之一及艺术和思维的中心。用伊本·赫勒敦的话来讲，这也让有着华丽圆顶、庭院和叫拜楼不断剧增的开罗成为“宇宙的中心和世界的花园”（the center of the universe and the garden of the world'）。
马木留克在他们的建筑上应用了明暗对照法和斑驳的光效。
由于存在不同的朝代，马木留克历史分为两个时期：来自俄罗斯南部钦察土耳其的巴赫里王朝（Bahri Mamluks，1250–1382），以他们在尼罗河的兵营所在地进行命名和来自高加索切尔卡西亚的布尔吉王朝（Burji Mamluks，1382–1517）。
巴赫里的统治标志着马木留克艺术和建筑的开端。马木留克的装饰艺术——特别是搪瓷和镀金玻璃、镶饰的金属制品、木制品和织物——在整个地中海地区及欧洲都得到盛赞，他们对当地的制造业也造成了深远的影响。例如，马木留克玻璃制品对威尼斯玻璃工业作出了独一无二的影响。
拜伯尔斯同盟（Baybars）及继任者卡拉恩（Qala’un，1280–1290）统治期间，出现了很多捐赠的公共建筑和宗教机构对伊斯兰学校（madrasas）、陵墓（mausolea）、叫拜楼（minarets）及医院进行修建。这些捐赠的建筑不仅保留了资助者的财富，也永久地记上了捐赠者的名字。这些也导致了家庭财产继承和没收相关的法律问题。除了卡拉恩的建筑，巴哈里苏丹的贡献还包括了納西爾·穆罕默德（al-Nasir Muhammad，1295–1304）和哈桑（Hasan，始于1356年）的宏大建筑。
布尔吉王朝延续了巴哈里时代建立的艺术传统。马木留克的织物和地毯在国际贸易中都深受表扬。在建筑上，捐赠建筑和一些宗教机构仍然很受欢迎。埃及早期布尔吉的主要贡献包括巴爾庫克（Barquq，1382–99）、法拉吉（Faraj，1399–1412）、穆艾亚德·谢赫（Mu’ayyad Shaykh，1412–21）和巴尔斯拜（Barsbay，1422–38）的建筑。
在地中海东部的省份，一些人在伊朗和欧洲之间进行织物贸易并获利也使经济得到复苏。另外，麦加和麦地那市途中朝圣者的商业活动也十分明显。同时，一些大的仓库也被建立以满足猛增的贸易数量，如汗·卡迪（Khan al-Qadi，1441）。这一地区其它的公共机构还包括Aqbugha al-Utrush（阿勒坡，1399–1410）和Sabun（大马士革，1464）以及Madrasa Jaqmaqiyya（大马士革，1421）的清真寺。
15世纪后半期，在Qa’itbay（1468–96）鼓励政策之下艺术得到了蓬勃发展，并在后期的马木留克苏丹领导下发展到顶峰。在他的统治下，麦加圣地和麦地那市得到了很好的修复。在主要城市，很多商业建筑、宗教机构和桥梁得到捐赠。在开罗，北方墓园（Northern Cemetery，1472–74）时Qa’itbay是这一时期最著名的建筑，并得到人们的称颂。
到了最后一任马木留克苏丹Qansuh al-Ghawri（1501–17）时，建筑也仍在继续发展。Qansuh al-Ghawri的主要贡献是他自己的建筑（1503–5）。但是其建筑方法影响到了整个国家的财政。虽然马木留克王国很快被合并到奥斯曼帝国（1517），马木留克的视觉文化仍继续影响着奥斯曼和其它伊斯兰教艺术传统。

### 印度伊斯兰（莫卧儿）建筑

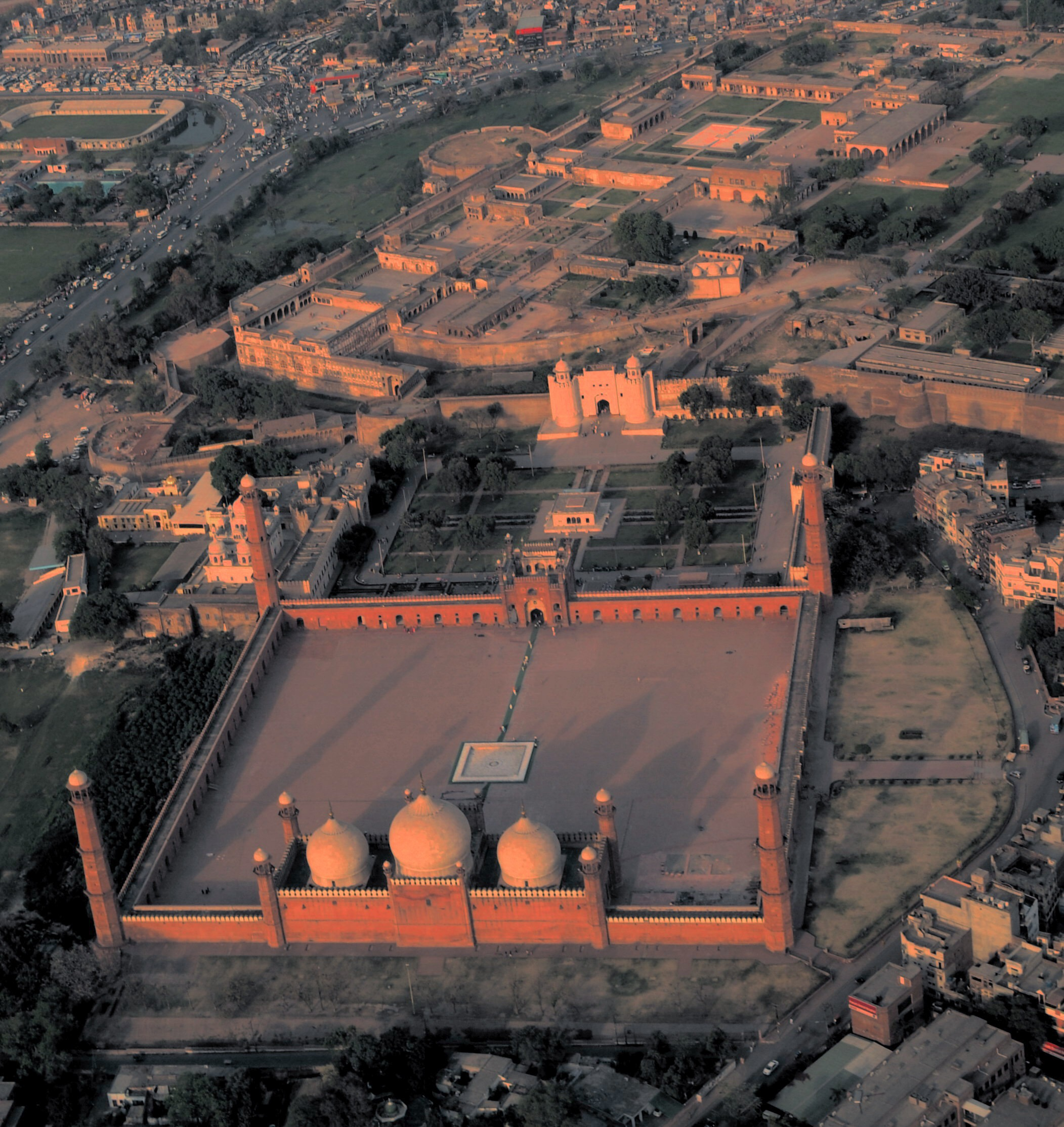
奥朗则布1674年兴建的巴德夏合清真寺（Badshahi Masjid），字面意思是皇家清真寺。它是拉合尔最著名的地标建筑之一，同时也辉煌壮丽的莫卧儿时期的缩影。

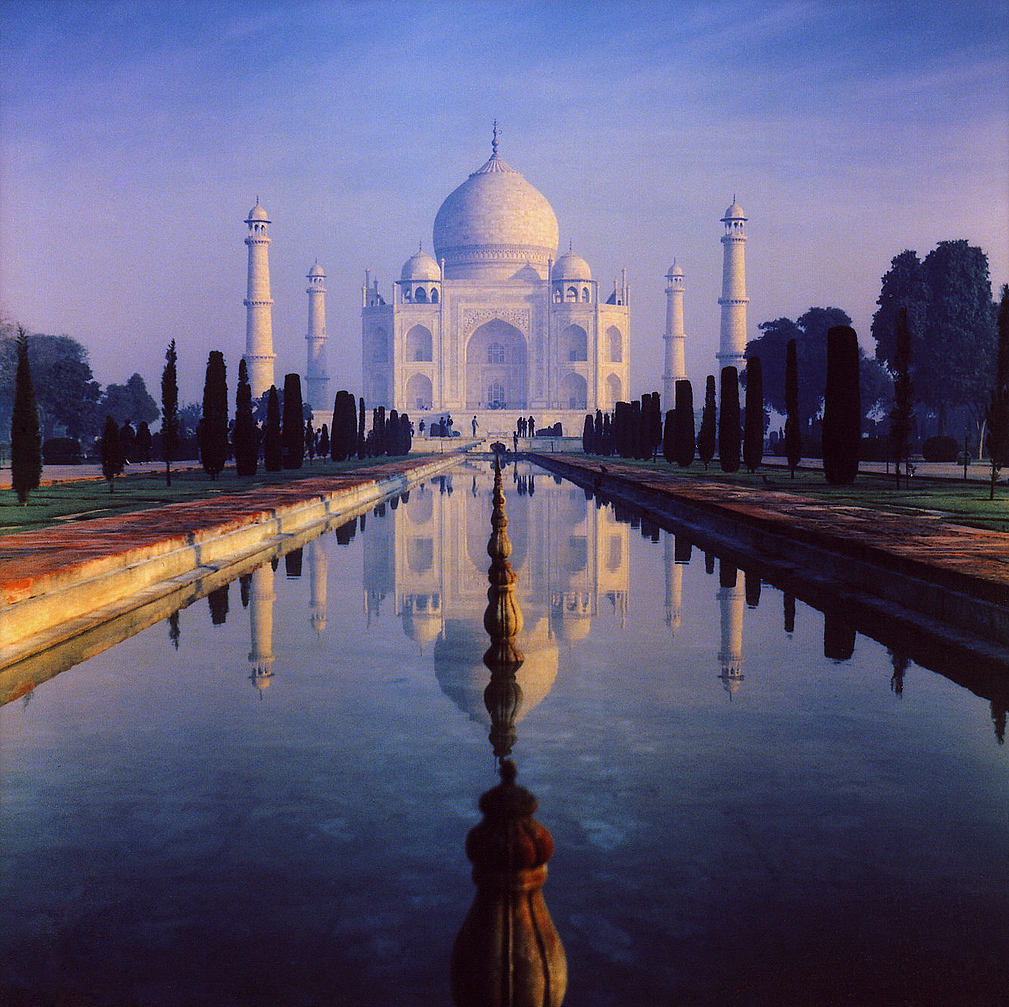
阿格拉的泰姬陵，是沙贾汗为其妻子所建造的陵墓，代表了印度莫卧儿伊斯兰建筑的最高水平并得到了世界的公认。

另一个特别的风格是印度16世纪的莫卧儿帝国的建筑，这些建筑融合了阿拉伯、波斯和印度的建筑元素。1500年代莫卧儿的皇帝阿克巴在阿格拉西面26英里的地方建造了皇城法塔赫布尔·西格里（Fatehpur Sikri）。
蒙兀兒建築最著名的例子就是1648年完成的泰姬陵。印度著名诗人泰戈尔说，泰姬陵是“永恒面颊上的一滴眼泪”。印度皇帝沙贾汗为了纪念死于第14次分娩的妻子姬蔓·芭奴。陵墓镶嵌了大量的贵重玉石并使用了大量的白色大理石，巨大的需要差点令整个帝国破产。泰姬陵完美地对称，而沙贾汗的石棺则放在主地板下的地下室中央。主结构西面是面向麦加的用红色砂石建成的清真寺，清真寺的完全对称也对整个建筑的对称进行了延伸和补充。另一个显示了莫卧儿建筑水平的是位于拉合尔的沙利马尔花园。

### 中国的伊斯兰建筑

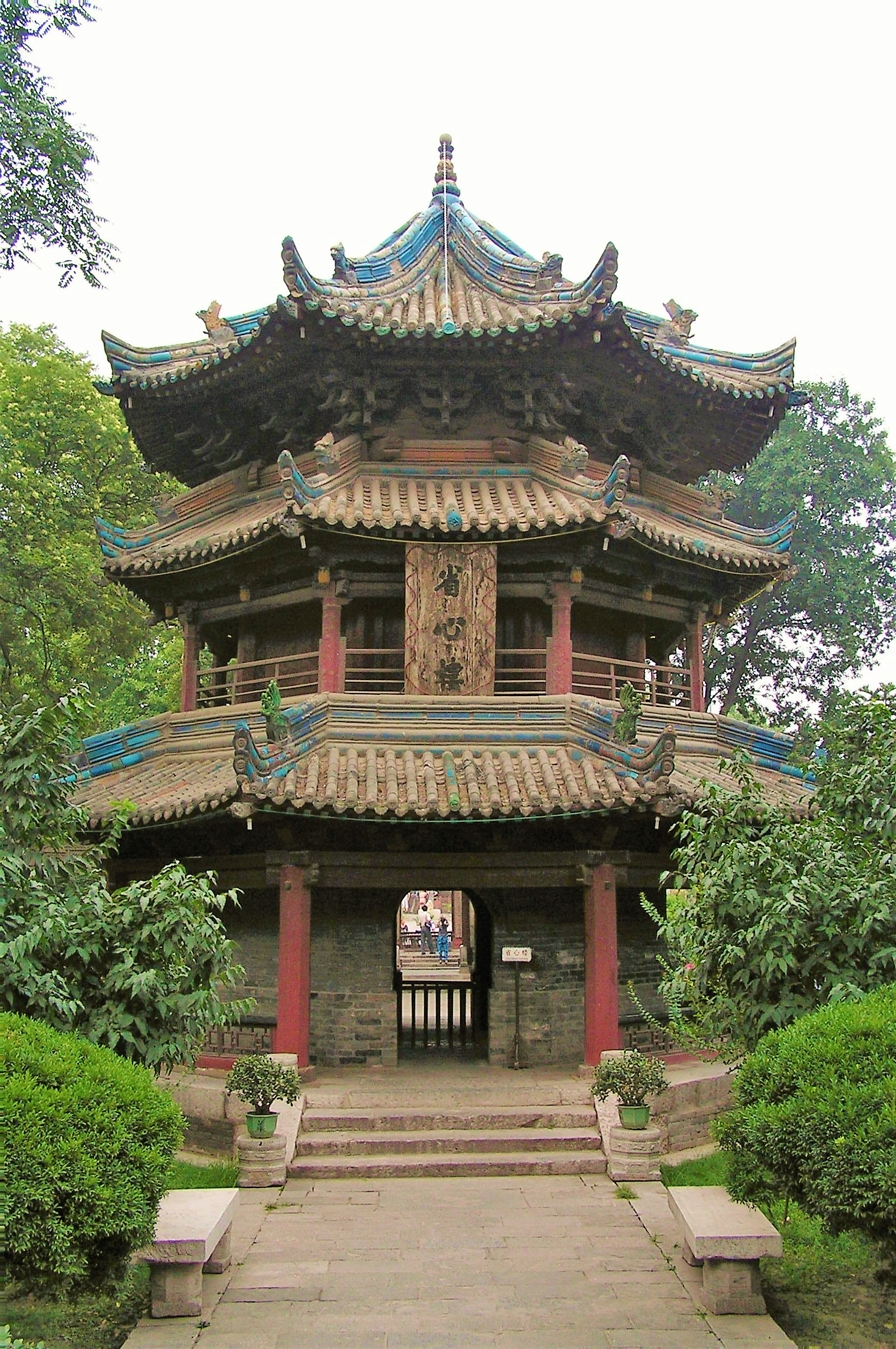
中国的西安大清真寺

中国的第一个清真寺于唐朝（公元7世纪）在西安兴建。现存西安大清真寺是明朝兴建的，这座清真寺并没有太多传统清真寺的风格。相反，它带有更多中国建筑的风格。在中国西部的一些清真寺更可能融合叫拜楼和圆顶的元素，而中国东部的清真寺则更多像塔一样的建筑。
中国建筑的一个重要细节是重视对称美，从宫殿到清真寺都是这样。有一个需要注意的例外是，花园的建筑却又需要尽可能不对称。像中国的卷轴画一样，花园的建筑原则是创造无限的流动，并让游园者能不受规则限制的进行观光。
中国的建筑可能会使用红色或灰色的砖，但木制结构最为常见。这种结构能更好地防止地震发生，但防火较差。典型的中国建筑屋顶是弧形的。和欧洲的柱式相比，中国对山墙的类型有严格的分类。
大多数清真寺都有特定的朝向，但中国的伊斯兰教清真寺却是反映了当地建筑的特点。中国的清真寺以美观闻名，大多数和寺庙很像。但在中国西部，清真寺则更多中东风格，有高细的拜叫楼、弧形的拱门和圆顶形的屋顶。而中国西北地区的回放则建造了自己的清真寺，将东西方的风格结合了起来。这些清真寺有着张开的佛教式屋顶，有围墙隔着的庭院，通过拱道进入后则是微型的圆顶和拜叫楼。（参见Beytullah Mosque）

### 非洲伊斯兰建筑

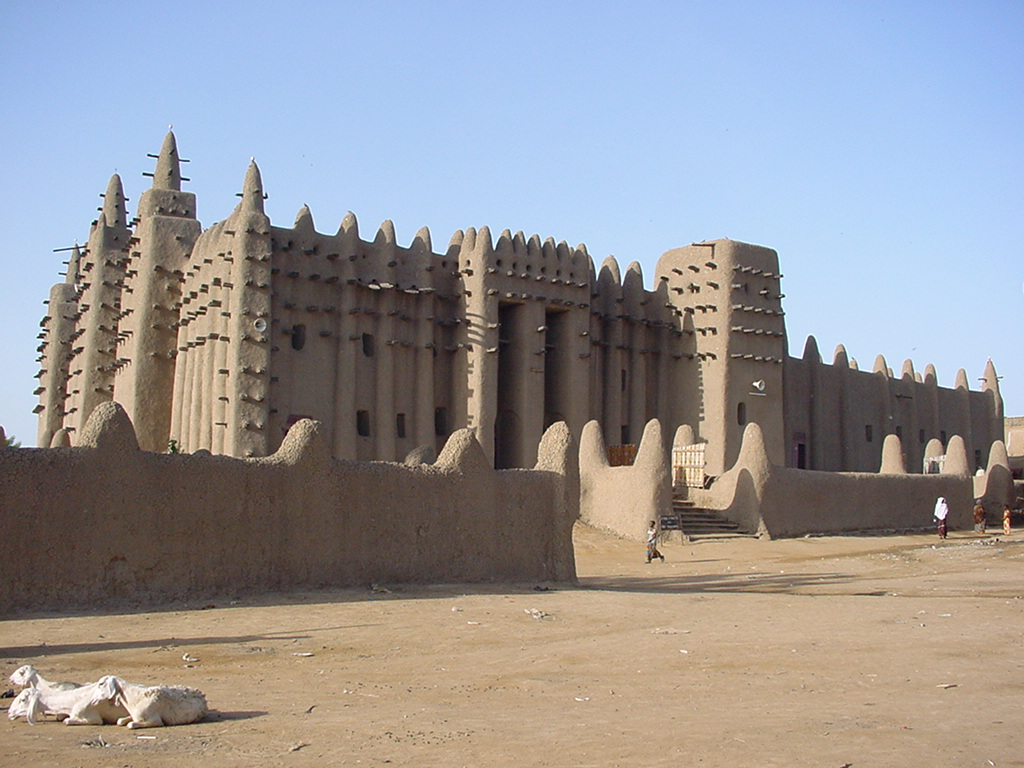
马里的杰内大清真寺是苏丹-萨赫勒（Sudano-Sahelian）建筑风格一个很好的范例。

伊斯兰征服北非的过程见证了伊斯兰建筑在这一地区的发展，包括像开罗萨拉丁城堡（Cairo Citadel）在内的著名建筑。
从加纳帝国时代起，伊斯兰商人就在西部萨赫勒地区扮演着重要的角色。 
在昆比萨利赫（Kumbi Saleh）城市的国王区，当地居民住在圆顶的房屋里并围成一个很大的范围。商人住在一个有着12座漂亮清真寺的区域内（按巴克瑞的描述，有一座用于主麻拜），据说国王有很多行宫，其中有一个行宫有66英尺长，42英尺宽。这个行宫有七个房间，两层楼高，里面有楼梯，墙壁和卧室布满了雕塑和油画。萨赫勒的建筑是从杰内（Djenné）和廷巴克图（Timbuktu）开始发展的。廷巴克图的桑科雷清真寺（Sankore）是由木料基础进行的土制建筑，这和杰内大清真寺的风格很像。

## 现代建筑
随着即将成为世界第一高楼的迪拜塔的兴建，现代的伊斯兰建筑也被提到一个全新的高度来看待。迪拜塔的设计源自伊斯兰建筑的风格体系，大楼底部三个分开的基础就是迪拜沙漠地区植物蜘蛛兰（hymenocallis）的抽象版本。自然和花朵是多数传统伊斯兰设计的焦点。
由于建筑在中东发展迅速，在迪拜也有很多对伊斯兰建筑的现代评注。另一座正在建设的科威特的丝绸之城（Madinat al-Hareer）也以其高塔成为了伊斯兰建筑的现代版本。

### 象征
对于伊斯兰建筑的常见象征包括：通过反复使用万能的主题来表现安拉万能的概念。由于安拉被认为是无与伦比的，人和动物很少在装饰艺术中出现。叶子是常见的纹饰，但由于同样的原因样式都较典型或简单。
建筑内部的古兰经经文常使用阿拉伯书法书写。由于美丽的景观往往都在从外面（街道）看不到的内部（庭院和房屋），伊斯兰建筑也被称为“面纱建筑”。另外，像大圆顶、高耸的叫拜楼及大的庭院之类的夸张手法也被用于表达无穷的威力。

## 穆斯林国家的清真寺及其它建筑

### 形式

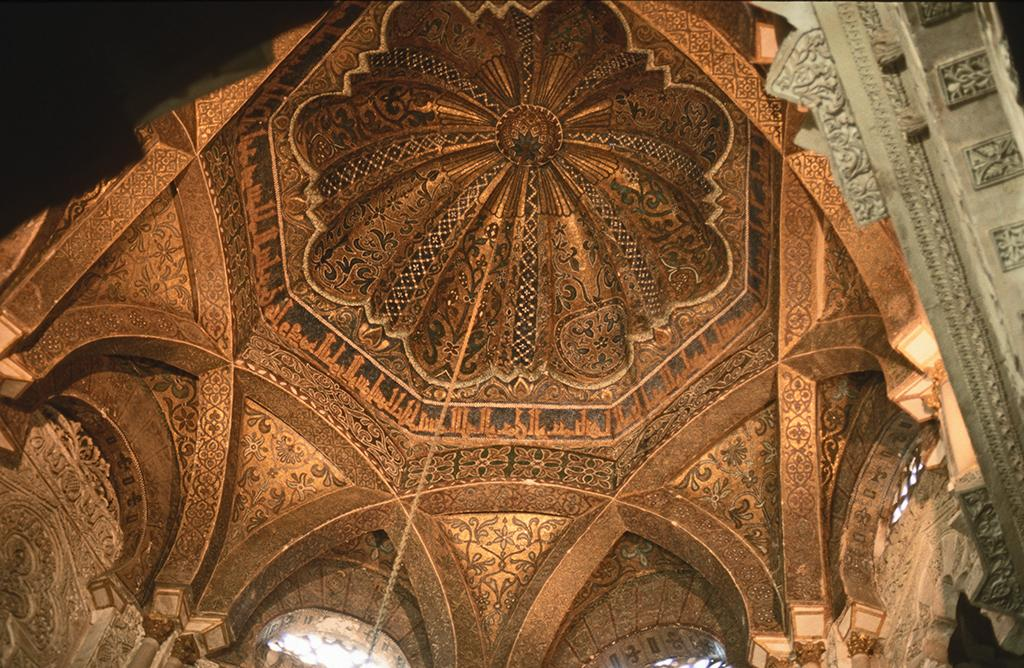
西班牙科尔多瓦的清真寺内部装饰

伊斯兰建筑在不同地区的伊斯兰世界发展出了许多不同的形式。著名的伊斯兰建筑类型包括早期阿拔斯王朝的建筑、T型清真寺和安那托利亞的中间圆顶清真寺。20世纪的石油财富那大量清真寺采用了最新的现代建筑。
“阿拉伯式”或“多柱式”是最早的清真寺类型，早在伍麦耶王朝（Umayyad Dynasty）就已经出现。这些清真寺是方形或矩形的，处于一个封闭的庭院内并有一个室内的礼拜厅。历史上，由于暖和的地中海和中东气候，庭院由于用于给星期五参加主麻拜的礼拜者提供住宿用。最早的多柱式清真寺礼拜厅的屋顶是平顶的，也就需要使用大量的柱子来支撑。最著名的多柱式清真寺之一就是西班牙科尔多瓦的清真寺，使用了850根柱子。多数情况下，多柱式清真寺都有外部拱廊以便给礼拜者提供遮阴的地方。阿拉伯式的清真寺多数在伍麦耶王朝和阿拔斯王朝被建造。后来，由于阿拉伯式的简单性限制了将来的发展空间，这些清真寺也逐渐退出主流。
15世纪的奥斯曼帝国引入了“中间圆顶清真寺”，这种清真寺在礼拜厅的屋顶中央有个大的圆顶。除了中央的大圆顶，礼拜厅及清真寺没有人做礼拜的其它地方屋顶中央附近常常还会有一些小圆顶。这种风格受到了使用中央大圆顶的拜占庭宗教建筑很大的影响。

### 伊万

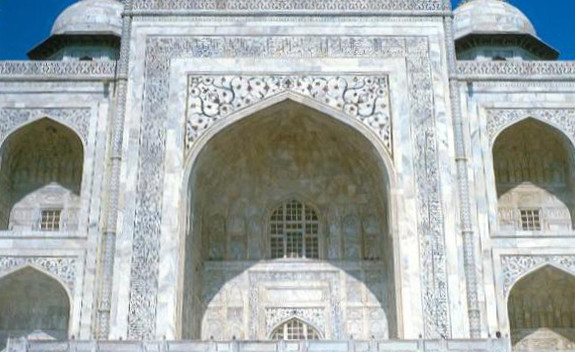
阿格拉泰姬陵的伊万入口

伊万（波斯語：ايوان，源自巴列维语Bān，意为房子）是指圆顶的大厅或场所，三面墙，另外一面完全开放。
伊万是波斯萨珊王朝建筑的一个标志，后来才被引入到伊斯兰建筑中。在塞尔柱帝国时期，这种引入达到顶峰同时伊万也成了伊斯兰建筑中的一个基本元素。典型的伊万武器对着中间的庭院，并被广泛用于公共建筑和住宅。
伊万清真寺以圆顶的房间和伊万而闻名，在伊万清真寺，有一个或多个伊万对着作为礼拜厅的庭院。这种风格是从伊斯兰教前的蒙昧时期伊朗建筑中所借用来的，并在伊朗几乎只用于清真寺。一些伊万清真寺被用到琐罗亚斯德教的火神庙中，而庭院往往用来存放圣火。现在，伊朗清真寺已经不再修建。

### 庭院（Sahn）

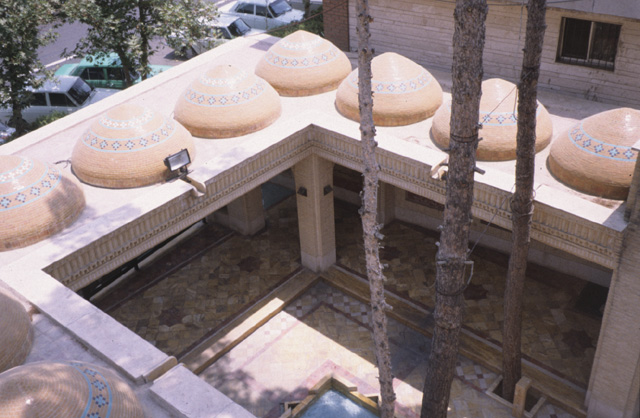
一个简单的庭院，中间是howz，两侧的圆顶是拱廊。

在阿拉伯世界，几乎每个清真寺和每栋传统住宅都会有一个叫做sahn的庭院。庭院的四周环绕着房间或是拱廊。庭院的中央经常都会有个天井，称为howz。
清真寺里的sahn是用来进行洗礼的地方，而传统住宅和私人庭院的sahn则是为了美观及夏季降温。

### 花园
古兰经用花园来比作天堂。同时伊斯兰文化对花园设计也起了很重要的影响。

### 阿拉伯式花纹
作为一个常常可以在清真寺及穆斯林房屋墙壁的装饰上看到的伊斯兰艺术的元素，阿拉伯式花纹通过对几何图案的重复形成了精美的图案。这些图案往往是植物和各种图形，有时候也有动物（特别是鸟类）。他们根据伊斯兰的世界观来决定用什么图案以及怎么用。对穆斯林而言，这些图案放在一起组成了无限的风格并超越了肉眼见到的物质世界。他们将无限进行了符号化，并将唯一的神安拉所创造的大自然去中心化。另外，伊斯兰的阿拉伯式花纹艺术家也传递准确的精神性，而不是基督教艺术的象征化。阿拉伯式花纹在穆斯林世界广泛用于清真寺和建筑，同时也是用漂亮、美观、反复的伊斯兰艺术来进行装饰的一种方法，同时也取代了人类和动物图片的使用（伊斯兰教禁止）。

### 书法
阿拉伯书法同几何化的伊斯兰艺术（阿拉伯式花纹）相结合并绘于清真寺的墙壁及天花板以及纸上。伊斯兰世界的现代艺术家也在他们的作品中使用了书法的历史遗产来进行题字或抽象化。
穆斯林书法是精神概念的可视化表达。书法为伊斯兰信仰的不同语言之间提供了链接，可以说是伊斯兰艺术最高尚的形式。伊斯兰教经典《古兰经》在阿拉伯语言以及阿拉伯书法的发展过程中扮演了重要的角色，很多伊斯兰书法仍用于书写古兰经的格言或整段文字。

## 伊斯兰建筑样式的元素
可以根据以下设计特征来认定伊斯兰建筑：
- 叫拜楼或塔（可以在倭马亚大清真寺中看到）
- 四个伊万的布局，有三个附属墙并面向麦加。
- 墙内的米哈拉布（清真寺中的壁龛）或壁龛朝向麦加
- 圆顶和穹顶
- 不同区域之间的伊万
- 几何图案的重复使用（阿拉伯式花纹）
- 用伊斯兰书法装饰而不是清真寺建筑禁止的图片。注意在非宗教建筑中会存在人和动物。
- 用来沐浴的中央喷泉
- 使用鲜亮的颜色
- 同时注重建筑的内外部空间[14]

## 伊斯兰建筑和波斯建筑的不同点
波斯在成为伊斯兰世界一员后，波斯建筑广泛参考了伊斯兰世界的各种建筑风格。但是，请不要将波斯建筑同伊斯兰建筑相混淆。因此，伊斯兰建筑并不直接包括伊斯兰教兴起前的波斯建筑。和其它国家一样，波斯建筑早在伊斯兰建筑以前并对整个伊斯兰建筑造成了重要的影响，在伊斯兰教进入波斯后也对伊斯兰建筑的分支造成了重要影响。伊斯兰建筑可以根据年代学、地理学和建筑类型学进行分类。